# Explosión cámbrica

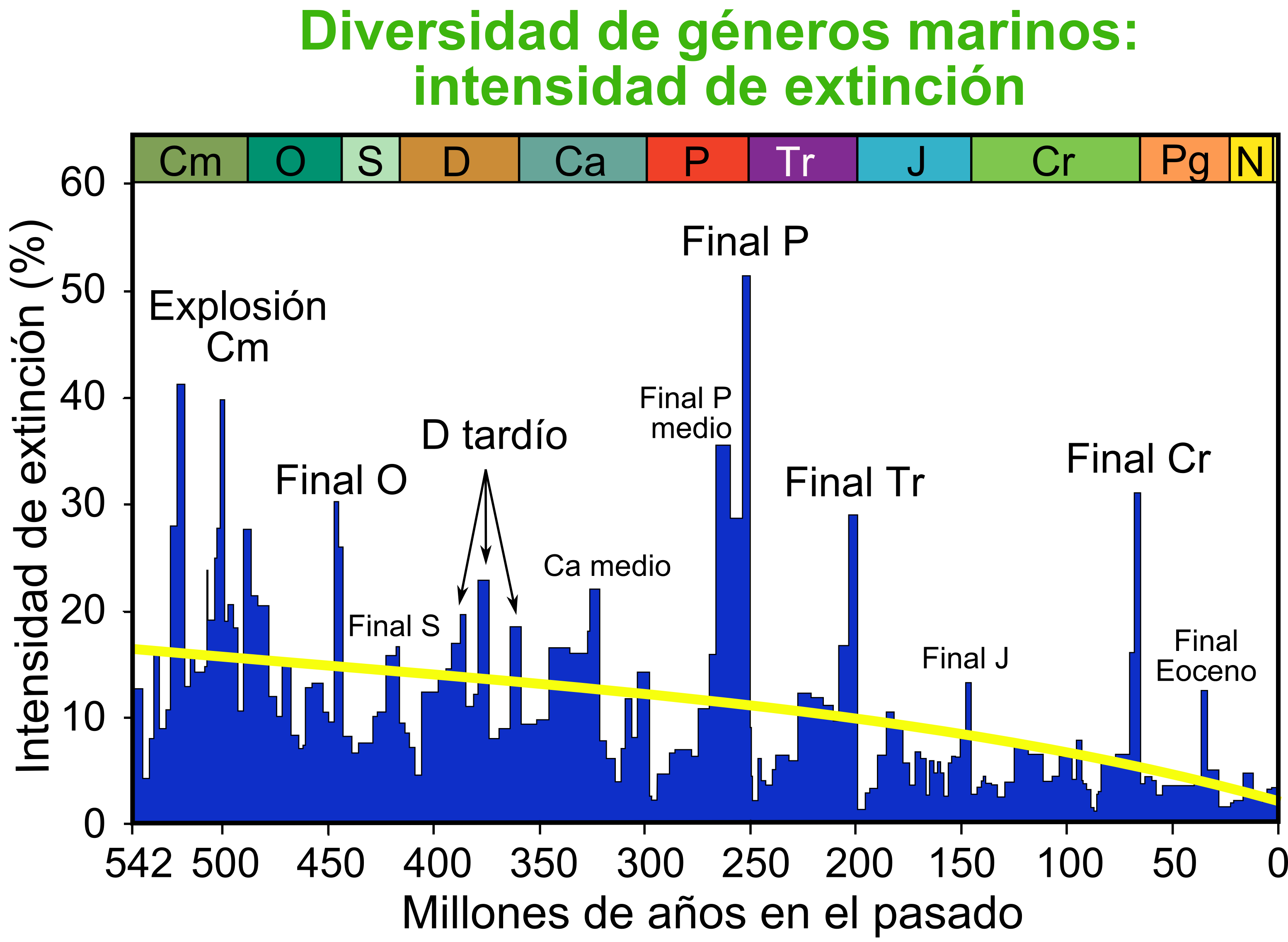
Este gráfico muestra el porcentaje aparente (no el número absoluto) de géneros de animales marinos que se extinguieron durante un intervalo de tiempo. Nótese a la izquierda la explosión cámbrica..

La explosión cámbrica o radiación evolutiva del Cámbrico consistió en una diversificación repentina, durante un periodo de alrededor de 40 millones de años, de organismos macroscópicos multicelulares complejos durante el Cámbrico temprano (541-518 m.a.). Este período marca una brusca transición en el registro fósil desde formas poco diversas de cuerpo blando (biota de Ediacara), concluyendo con la aparición de las formas basales de muchos filos actuales de metazoos.
En 1859 Charles Darwin habló sobre este fenómeno como una de las mayores objeciones contra su teoría de evolución por selección natural, sin embargo, actualmente la teoría de equilibrio puntuado, una alternativa actual a la teoría de Darwin, explica la aparición repentina de varios grupos de animales. Esto debido a que un aumento en las modificaciones físicas o anatómicas (como lo acontecido durante el Cámbrico) estaría correlacionado igualmente con un aumento en la modificaciones genéticas. Durante el Cámbrico, las tasas de modificaciones físicas y genéticas de los artrópodos fueron 4 y 5,5 veces más rápidas, respectivamente. Por lo tanto, un proceso evolutivo que en circunstancias normales tomaría 150 millones de años, se produjo en tan solo 30 millones durante la Explosión Cámbrica.

## Fases

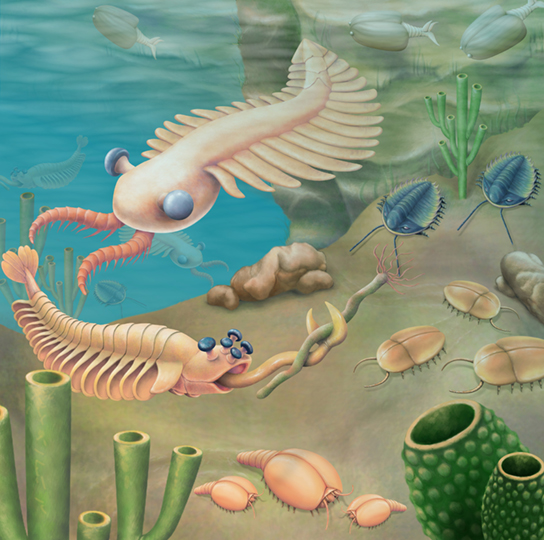
Reconstrucción de la fauna del Cámbrico.

Actualmente, se reconocen 3 fases de la Explosión Cámbrica:
1. Diversificación de metazoos basales (esponjas, ctenóforos y cnidarios) y bilaterios (541-521): ambos grupos ya estaban presentes durante el Ediacárico. Esta diversificación ocurrió durante los primeros 20 millones de años del Cámbrico (Fortuniano-Piso 2). De esta época se reconocen trazas de artrópodos y restos fósiles de las formas vermiformes de ecdisozoos (Cycloneuralia), lofotrocozoos (Pequeños Fósiles con Conchillas) y metazoos basales (esponjas, ctenóforos y cnidarios).
2. Diversificación de protostomados (Ecdysozoa + Lophotrochozoa) (550-521 m.a.): diversificación y mineralización en dos pulsos, aproximadamente a la par, de clados lofotrocozoos (hiolitos, braquiópodos, entre otros) y clados no bilaterios, como los arqueociatos, y ecdisozoos como artrópodos.
3. Diversificación de deuterostomados (521-514 m.a.).

## Causas

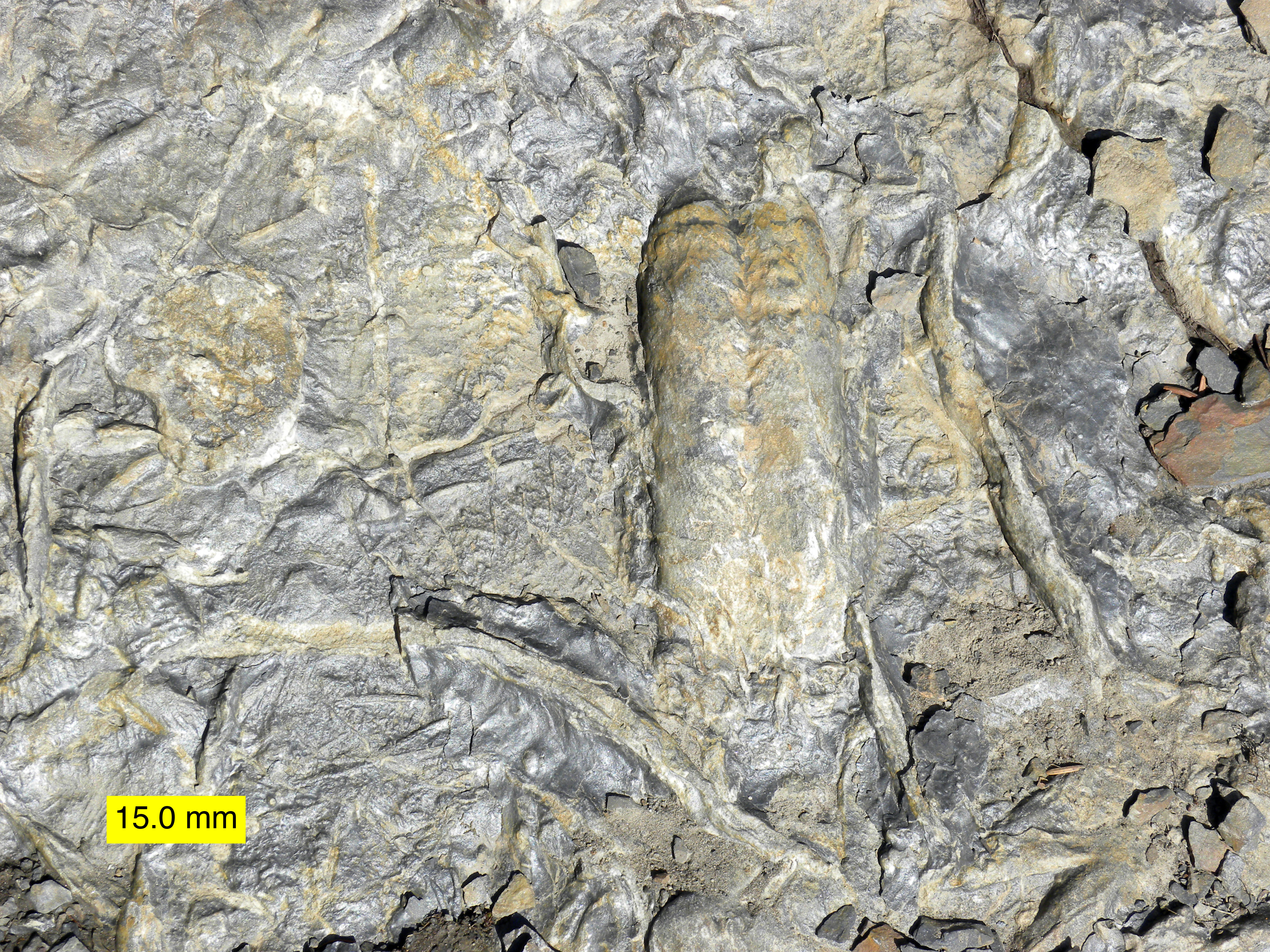
Resto fósil del Cámbrico: Rusophycus, huella de reposo de un trilobite.

No existe una causa universalmente aceptada para explicar la explosión cámbrica, un fenómeno constantemente sometido a discusión en la comunidad científica. Se han propuesto variados factores biológicos y geológicos como posibles causas que propiciaron la radiación adaptativa de la explosión: la competencia ecológica, los genes HOX, la fragmentación del supercontinente Pannotia, cambios climáticos catastróficos, como una glaciación global, el aumento de la concentración del oxígeno atmosférico o el incremento de la capacidad de producir colágeno en los primitivos seres vivos. A ello se sumaría el desarrollo de nuevas adaptaciones competitivas aparecidas durante este periodo (la depredación, la visión, la natación activa, etc); avances que habrían ocasionado el desarrollo masivo de nuevas ramas evolutivas, al adaptarse al ocupar nuevos nichos.

## Diversificación
Poco antes de la explosión cámbrica ya habían desaparecido los organismos de la biota del periodo Ediacárico (que representan los organismos multicelulares complejos más antiguos conocidos). Siendo la explosión cámbrica la primera aparición en el registro fósil de los patrones y morfologías básicas que más adelante formarían la base de los animales modernos.
De los 20 filos de metazoos, al menos 11 aparecieron por primera vez en el Cámbrico. Del resto, se sabe que uno es precámbrico y que los otros 8 aparecieron más recientemente.
Aunque este período es fundamental para constatar y comprender el fenómeno de la diversificación rápida y la emergencia de nuevas formas, su significación está siendo relativizada, dada la antigua atención exclusiva en los fósiles macroscópicos. Así, la evidencia molecular sugiere que al menos 6 de los filos se habían establecido como vías evolutivas diferenciadas durante el Precámbrico.